# إلكترونيات رقمية

رمز بوابة منطقية وإشارة رقمية.

تهتم الإلكترونيات الرقمية (بالإنجليزية: Digital electronics) بتحويل الإشارات التناظرية (قيم متصلة) إلى رقمية (قيم متقطعة) والعكس (محول رقمي تناظري\محول تناظري رقمي)، كما تهتم بمعالجة الإشارات الرقمية.

## بنية
على عكس (التقنية التناظرية) تشتغل التقنية الرقمية بإشارات متقطعة بدلا من إشارات متصلة. بالإضافة إلى ذلك تتوفر الإشارات غالبا على رصيد قليل فقط من القيم وفي التقانة الرقمية الثنائية على قيمتين. هذه القيم هي في الغالب 1 و 0 أو H (مرتفع) وL (منخفض والتي تمثل الثوابت المنطقية صحيح وخطأ. إذا كان المستوى المرتفع ممثلا ب 1 والمستوى المنخفض ممثلا ب 0 فإننا نتكلم عندها عن منطق موجب، أما في الوضع المعاكس فإننا نتكلم عن منطق سالب. زيادة على ذلك يجب الأخذ بعين الاعتبار حالات أخرى للدوائر على أرض الواقع. نأخذ على سبيل المثال الحالة المجهولة والحالة ذات المقاومة العالية. تتكون الدارات الرقمية أساسا من عناصر المنطق، مثل بوبات ليس، و، ليس و، أو، ليس أو، أو استثنائية، ليس أو استثنائية وأخريات، والتي تُرْبَطُ بواسطتها المعلومات الرقمية المتكونة من نعم/لا، مثلا في إطار العدادات والقلابات، وتأتي المعالجات كمثال للاستعمالات المعقدة. نظريا يكفي نوع واحد من البوبات («ليس و» أو «ليس أو»)، التي تأخذ في هذه الحالة اسم «أساس»، لبناء كل الوظائف المنطقية الأخرى. في التقنية الرقمية يؤخذ النظام الثنائي غالبا كأساس حين استخدام جبر الربط (حسب التمييز فوقه لنعم/لا). وهكذا فإنه يمكن إنشاء دالة ربط لكل عنصر منطقي تصف طريقة عمله. في المجال التطبقي يستخدم عادة فقط بوابات «ليس و» نظرا لتمكينها تقليد وظائف البوابات الأخرى.
يمكن أن تتضمن الدارات الرقمية إضافة إلى الوظائف المنطقية أيضا عناصر متعلقة بالوقت، فضلا عن ذلك يمكن أن تشتغل تبعا لساعة أو لأحوال (متزامن\غير متزامن). إذا تضمنت الدائرة الرقمية فقط عناصر منطقية دون إقران انحداري للمخارج على المداخل فإننا نتكلم عن دائرة توافقية.
أما إذا أُسْتُعْمِلت الذاكرة أو إقران مخرج على الأقل بمدخل فإن الأمر يتعلق حينها بدائرة تتابعية أو أيضا آلة مجردة. يتكون المتحكم الدقيق أو المعالج أساسا من هذه العناصر المنطقية والذي يطور عبر ناقل للبيانات بالذاكرة والأنواع الأخرى من المكونات الرقمية. يكون تنفيذ الترابطات المنطقية بشكل متصاعد زمنيا ممكنا. ويمكن أن تكون هذه ملتصقة بأسلاك أو مبرمجه.

## بوابات منطقية
ě
كما أشرنا إلى ذلك سابقا فإن البوابات المنطقية تشكل عناصر البناء الأساسية للدوائر الرقمية. فيما يلى سيتم الحديث بعجالة عن أهم البوابات المنطقية. للمزيد من التفاصيل عن طريقة عمل مختلف البوابات يمكنك زيارة المقالات تحت الرابط. ولشرح وظيفة مختلف البوابات المنطقية سنستخدم دالة ربطها وجدول الحقيقة.

### بوابة العاكس/النفي (ليس) (إنجليزي: NOT)

Not Gate

بوابة النفي (أيضا بوابة ليس) هي أبسط وظيفة منطقية رقمية. وتتوفر على مدخل واحد فقط. المخرج يقلب الحال المنطقي للمدخل.
{\displaystyle F=\neg {A}} (نقرأ: F ليست A)
جدول الحقيقة
| A | F |
| - | - |
| 0 | 1 |
| 1 | 0 |

بهذا فالمخرج هو تكملة المدخل.

### بوابة و(إنجليزي: AND)

And Gate

بوابة و (الربط بين الأسلاك يتم عن طريق «بوابة و» ويطلق على ذلك اسم العطف) هي أيضا من العناصر الهامة في منطق الدوائر. خلافا لبوابة ليس تتوفر بوابة العطف على الأقل على مدخلين تقوم بمقارنتهما. وهكذا فإن دالة الربط تختلف عن دالة ربط بوابة ليس:
{\displaystyle F=A\land B}
جدول الحقيقة
| A | B | F |
| - | - | - |
| 0 | 0 | 0 |
| 0 | 1 | 0 |
| 1 | 0 | 0 |
| 1 | 1 | 1 |

للحصول على القيمة المنطقية 1 في المخرج y يجب أن يكون المدخلين كلاهما تحت القيمة المنطقية 1.

### بوابة أو(إنجليزي: OR)

OR Gate

تتوفر بوابة أو أيضا على الأقل على مدخلين تقوم بمقارنتهما (ربط الأسلاك عن طريق بوابة أو يطلق عليه اسم الفصل). وعلى خلاف بوابة «و» تعقب القيمة المنطقية 1 في المدخل تلقائيا القيمة المنطقية 1 في المخرج.
{\displaystyle F=A\lor B}
جدول الحقيقة
| A | B | F |
| - | - | - |
| 0 | 0 | 0 |
| 0 | 1 | 1 |
| 1 | 0 | 1 |
| 1 | 1 | 1 |

للحصول على القيمة المنطقية 1 في المخرج y يجب أن يكون أحد المدخلين أو كلاهما تحت القيمة المنطقية 1.

### بوابة «أو الاستثنائية» (إنجليزي: XOR)

XOR

على عكس بوابة أو يجب أن تتوفر بوابة «أو الاستثنائية» على مدخل واحد فقط تحت القيمة المنطقية 1 لكي يشير المخرج إلى القيمة المنطقية 1.
{\displaystyle {\displaystyle A\cdot {\overline {B}}+{\overline {A}}}\cdot B}
جدول الحقيقة
| A | B | F |
| - | - | - |
| 0 | 0 | 0 |
| 0 | 1 | 1 |
| 1 | 0 | 1 |
| 1 | 1 | 0 |

### بوابة «ليس أو الاستثنائية» (إنجليزي: XNOR)

XNOR

هي عبارة عن بوابة XOR وعليها بوابة ليس (NOT) فيقوم بعكس عمل بوابة أو الاستثنائية
جدول الحقيقة
| A | B | F |
| - | - | - |
| 0 | 0 | 1 |
| 0 | 1 | 0 |
| 1 | 0 | 0 |
| 1 | 1 | 1 |

للحصول على القيمة المنطقية في الخرج يتم عمل العملية {\displaystyle {\displaystyle A\cdot B+{\overline {A}}\cdot {\overline {B}}}}

### ليس و- ليس أو (إنجليزي: NAND - NOR)
بوابة ليس و تتكون من «بوابة و» تليها «بوابة ليس». بموجب ذلك فإن بوابة ليس أو هي بوابة أو وتليها بوابة ليس، وبوابة ليس أو استثنائية هي بوابة أو استثنائية وتليها بوابة ليس. بواسطة بوابة ليس و وبوابة ليس أو وبالربط المناسب فإنه يمكننا تقليد كل البوابات المنطقية الأخرى.

## مزايا الأنظمة الرقمية
- الوضوح[4]
- لايوجد امتداد للأخطاء، وهكذا فإنه يمكن تحقيق أنظمة معقدة جدا، إضافة إلى إمكانية إرسال إشارات على مسافات بعيدة دون ضياع للبيانات
- سهولة الوصف بواسطة الجبر منطقي الشيء الذي يسمح بسهولة التصميم
- بساطة الاختيار[5]

تتجلى مزايا معالجة الإشارة الرقمية مقارنة بالتكنولوجيا التناظرية، إلى جانب التكاليف المنخفضة لعناصر البناء بفضل مستوى التجميع المرتفع والتطوير المبسط، خصوصا في المرونة العالية. بمساعدة معالجات خاصة للإشارة أو حواسيب فإن تحقيق الدوائر على البرامج يصبح ممكنا، هذا ما يمكن تغيير الوظائف بسرعة حسب الاحتياجات. إضافة إلى ذلك فإن استعمال خوارزميات معقدة يكون بسيطا، الشيء الذي لا يمكن تحقيقه تناظريا إلا بجهد كبير وذلك إن أمكن.
هناك أدوات تطوير خاصة (CAE) ولغات وصف مثل VHDL أو فيريلوج تسهل مأمورية المهندسين في التطوير السريع للتطبيقات والدوائر.

## مساوئ الأنظمة الرقمية
- عدد المكونات المتطلبة في الدائرة يشكل أضعافه مقارنة بالأنظمة التناظرية (يُعوَض بمستوى تجميع عالي على الرقائق المناسبة)
- ضياع المعلومات أثناء تحويل إشارة تناظرية إلى إشارة رقمية
- يستطيع الإنسان إدراك القيم التناظرية بشكل أسرع (مثال: قراءة الوقت من الساعة) إلا أن الساعة الرقمية تمكن في نظرة واحدة من إعطاء الوقت بشكل موضوعي

## استعمالات
- الخصائص الوراثية مشفَّرة بقيم متقطعة
- لغة الإنسان تتألف من رموز متقطعة
- المال ذو قيم متقطعة، بحيث لا يتم وزن الذهب
- نقيس الوقت (أيضا على الساعات التناظرية) بعدة قيم متقطعة: الساعات والدقائق والثواني، وهكذا رقميا رغم أن الوقت متصل (تناظري)
- تنقل الهواتف ارقام الهواتف بطريقة متقطعة
  - تشتغل التيليغرافات أيضا خلال الاتصال بطريقة متقطعة
  - تاريخيا كان الاتصال اللاسلكي يعمل متقطعا وهذا ما كان يتلقاه عامل اللاسلكي منذ فترة طويلة أثناء التدريب